# Taktser
Taktser, ook wel Tengtser of Trakster, is een dorp in de historische Tibetaanse provincie Amdo en de huidige Chinese provincie Qinghai. Taktser betekent vertaald hoger gelegen plaats. Het dorp is vooral bekend, omdat de veertiende dalai lama Tenzin Gyatso er is geboren.

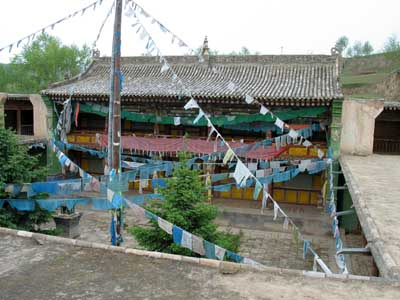
Huis waar de veertiende dalai lama Tenzin Gyatso werd geboren

Taktser wordt in het lokale dialect Hongya (红崖村 Hongya cun, Hongaizi) genoemd en vormt samen met dertien andere dorpen de gemeente Shihuiyao (石灰窑回族乡) die bewoond wordt door Hui-Chinezen. Shihuiyao ligt in het arrondissement Ping'an in de prefectuur Haidong. Hoewel er al eeuwen Chinees wordt gesproken, wordt het tot de Tibetaanse culturele regio Amdo gerekend.
De regio rondom Taktser werd oorspronkelijk gebruikt als weideland voor de grotere plaats Balangtsa, op een afstand van ongeveer twee uur lopen. Hier werden de kuddes naar toegebracht om te grazen. Later ontdekten boeren dat het gebied ook geschikt was voor landbouw en werden er huizen gebouwd. Ten tijde van de geboorte van de dalai lama stonden er rond de dertig huisjes.
Het dorp ligt op de route vanuit Xining, waar zich de zetel bevond van de lokale Chinese regering, naar Labrang, het grootste klooster in de provincie na Kumbum.
Ten tijde van de geboorte van de veertiende dalai lama werd het dorp Qijiachuan of Qijiazhuang genoemd, dat de rivier (of thuis) van de familie Qi (Chi) betekent.Van Tenzin Gyatso, geboren als Lhamo Thondup (of Dondhrup), wordt vermoed dat hij verwant is met de familie Qi

## Klooster van de vierde karmapa

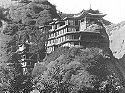
Boven Taktser het klooster Shadzong Ritro

Op een bergpiek op 150 meter boven Taktser is begin 14e eeuw het klooster Shadzong Ritro gebouwd door de vierde karmapa. In dit klooster ontving de vierde karmapa de eerste inwijdingen van Tsongkhapa.
Tijdens zijn terugkeer uit China verbleef hier de dertiende dalai lama.

## Geboren
- Thubten Jigme Norbu (1922-2008), Tibetaans lama, diplomaat en schrijver
- Gyalo Döndrub (1928-2025), verzetsstrijder, politicus en diplomaat
- Lobsang Samten (1933-1985), geestelijke en politicus
- Tenzin Gyatso (1935), daila lama en Nobelprijswinnaar (1989)